# NGC 5095
NGC 5095 (другие обозначения — UGC 8381, MCG 0-34-29, ZWG 16.54, PGC 46561) — галактика в созвездии Дева.
Этот объект входит в число перечисленных в оригинальной редакции «Нового общего каталога».